# Сивоза (приток Кузы)
Сивоза — река в России, протекает большей частью в Любимском районе Ярославской области, а исток находится в лесу в Грязовецком районе Вологодской области. Устье реки находится в 17 км по правому берегу реки Куза от её устья. Длина реки составляет 19 км, площадь водосборного бассейна — 82,1 км². Крупнейший приток, Вогра, впадает слева в 8,5 км от устья.
У берегов Сивозы расположены сельские населённые пункты Красавино, Афанасьевское, Трухино, Вязниково, Початково; устье находится напротив деревни Бурдуково.

## Данные водного реестра
По данным государственного водного реестра России относится к Верхневолжскому бассейновому округу, водохозяйственный участок реки — Кострома от истока до водомерного поста у деревни Исады, речной подбассейн реки — Волга ниже Рыбинского водохранилища до впадения Оки. Речной бассейн реки — (Верхняя) Волга до Куйбышевского водохранилища (без бассейна Оки).
Код объекта в государственном водном реестре — 08010300112110000012854.